# IFPI Israel
IFPI Israel ist ein Ableger der International Federation of the Phonographic Industry in Israel und repräsentiert die israelische Musikindustrie. Die Organisation kontrolliert Verkaufszahlen der im Land verkauften Alben und Singles, vergibt Musikauszeichnungen und überprüft Musiklizenzen.

## Verleihungsgrenzen der Tonträgerauszeichnungen
| Auszeichnung | 1990 bis 2011 | seit 2012 |
| ------------ | ------------- | --------- |
| Gold         | 20.000        | 10.000    |
| Platin       | 40.000        | 20.000    |
| 2× Platin    | 80.000        | 40.000    |
| …            |               |           |